# Oberschwaben

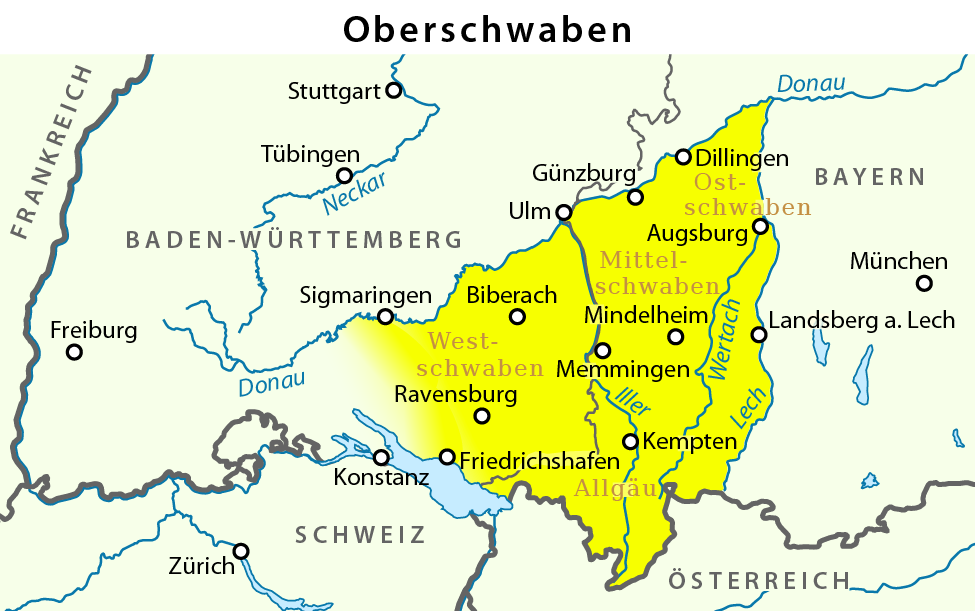
Ungefähre Lage Oberschwabens

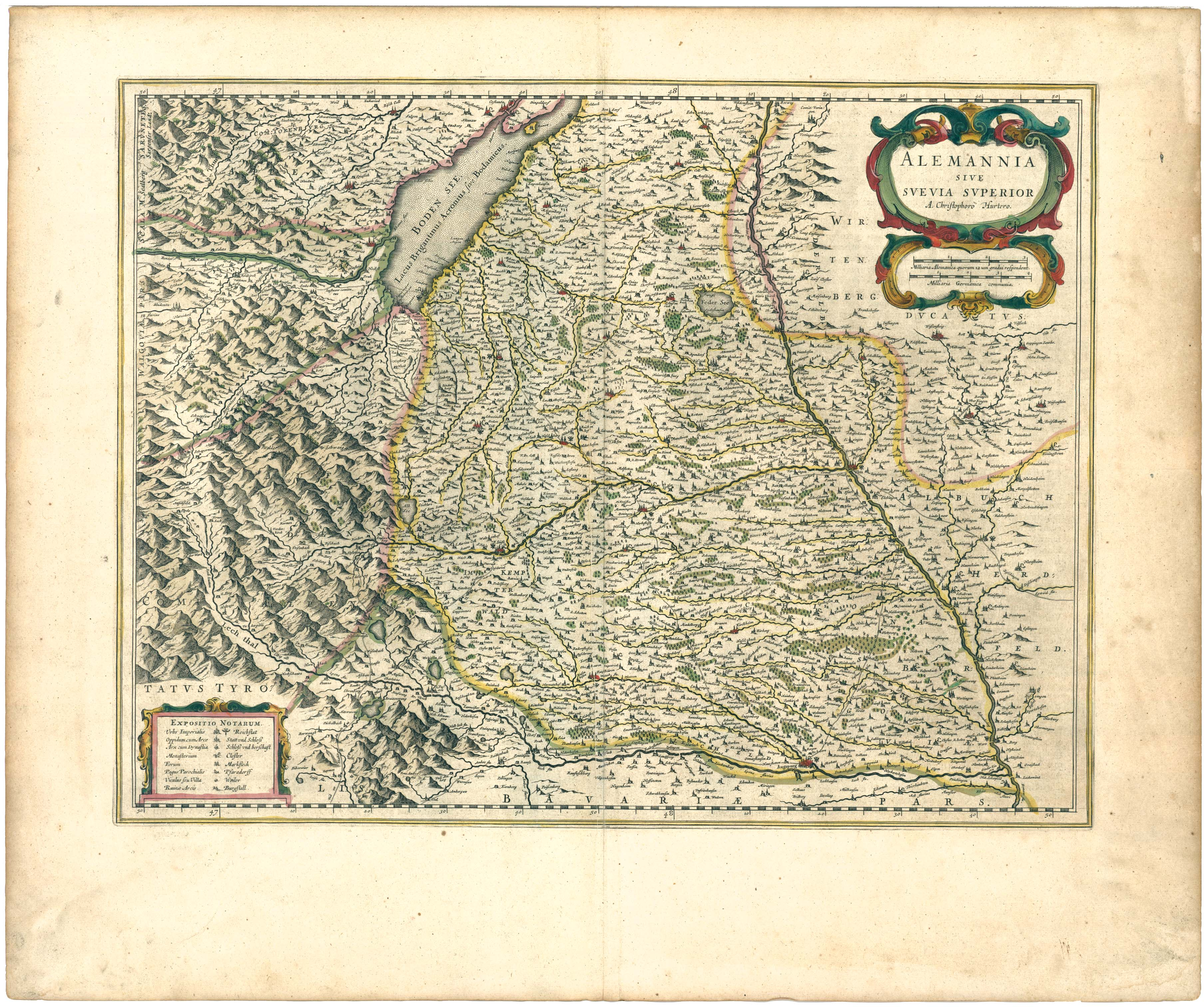
Alemannia sive Suevia Superior (Alemannien oder Oberschwaben) um 1645 im Atlas Maior
(nicht genordete Karte – Norden ist rechts)

Als Oberschwaben oder Schwäbisches Oberland wird die ungefähr ein Dreieck bildende Landschaft zwischen dem Südrand der Schwäbischen Alb, dem Bodensee und dem Lech bezeichnet. Heute wird als Ostgrenze eher die Iller mit der Landesgrenze zwischen Baden-Württemberg und Bayern angesehen. Das historische Oberschwaben war im Mittelalter ein wesentlicher Bestandteil des 911 gegründeten und zum ostfränkischen Reich gehörenden Herzogtums Schwaben. Nach dessen politischem Zerfall zum Ende der Stauferzeit 1283 gehörten große Gebiete Oberschwabens bis zu ihrem endgültigen rechtlichen Zerfall Anfang des 19. Jahrhunderts zu Vorderösterreich. Deswegen wurde dieser Teil Vorderösterreichs als Schwäbisch-Österreich bezeichnet. Schwäbisch-Österreich wurde nicht vom ehemals vorderösterreich-elsässischen Ensisheim regiert, sondern war direkt der Regierung in Innsbruck unterstellt.

## Geografie

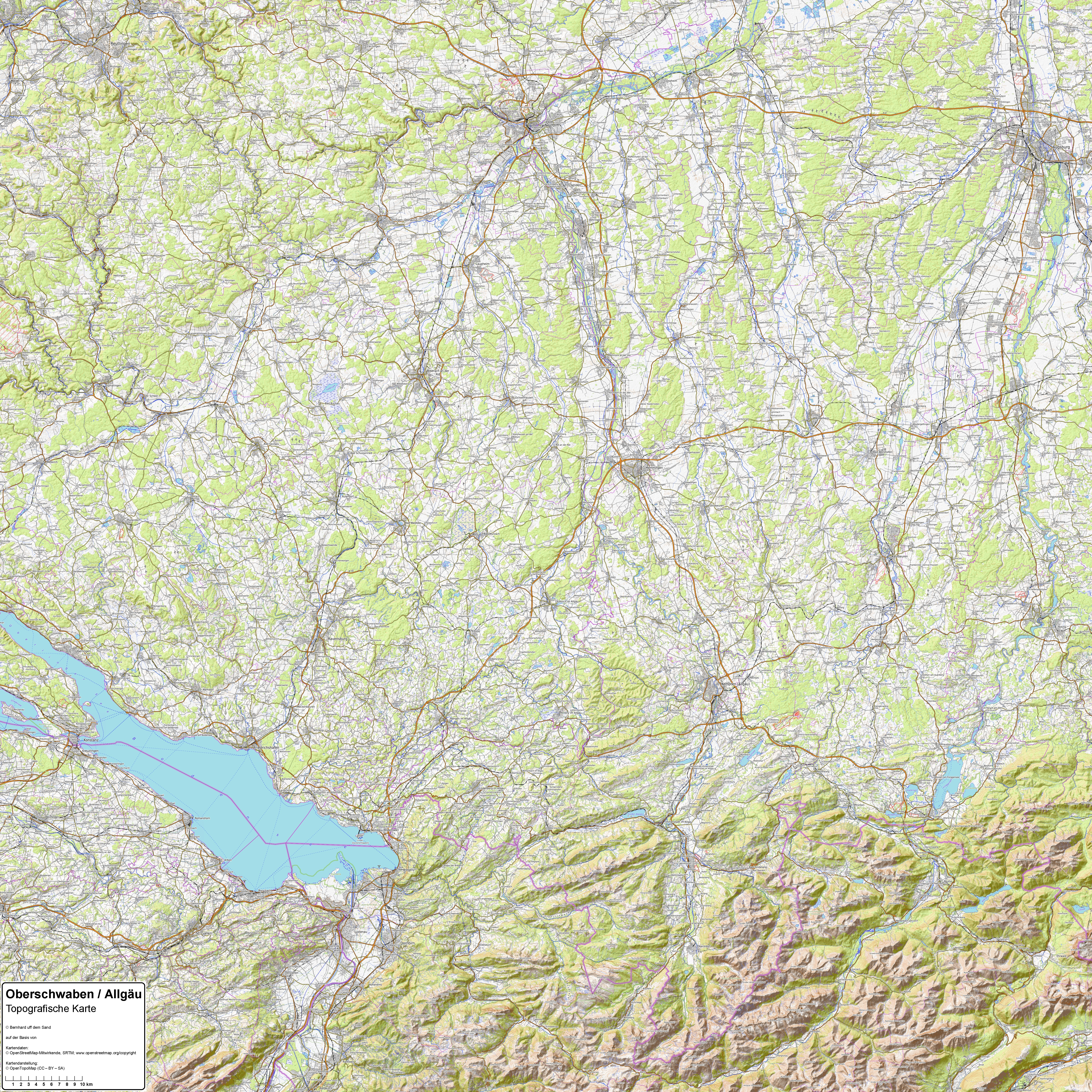
Topografische Karte von Oberschwaben mit dem Allgäu

Oberschwaben liegt im Südosten Baden-Württembergs und im südwestlichen Bayern. Es ist ein Hügelland, das vor allem für Landwirtschaft genutzt wird; im Schussenbecken herrschen Hopfengärten und Obstbau, in den anderen Gebieten Milchwirtschaft und Getreideanbau vor.
Oberschwaben liegt auf der sogenannten Donau-Iller-Lech-Platte, die auch Oberschwäbische Hochebene genannt wird, und darüber hinaus auf den angrenzenden Naturräumlichen Großregionen. Als Ostgrenze Oberschwabens gilt der Lech, im Norden gilt die Schwäbische Alb als Grenze.

## Teilbereiche Oberschwabens
Oberschwaben wird in der Literatur meist in vier verschiedene Bereiche eingeteilt.

### Westschwaben
Als Westschwaben wird in der Literatur meist der Bereich westlich der Iller, nördlich des Allgäus und südlich der Schwäbischen Alb bezeichnet. Heute wird vor allem dieser Teil von der Bevölkerung als Oberschwaben gesehen.

### Mittelschwaben
Im Osten grenzt Mittelschwaben an die Stauden, den südlichen Teil des Naturparks Augsburg-Westliche Wälder – die Mindel bildet die Grenze. Im Norden grenzt Mittelschwaben an das Donauried und im Westen bildet die Iller die Grenze zu Westschwaben. Im Süden grenzt Mittelschwaben an das Allgäu, die Endmoränen der Würmeiszeit bilden die naturräumliche Grenze. Mittelschwaben umfasst nach den Landschaftssteckbriefen des BfN folgende Teillandschaften der naturräumlichen Großregion Donau-Iller-Lech-Platte: Untere- und Obere Iller-Lech-Schotterplatte sowie den bayerischen Teil der Unteren Felder des Unteren Illertals;
- Süd-Nord: Bad Grönenbach–Memmingen–Illertissen–Neu-Ulm
- West-Ost: Bereich zwischen Aitrach–Memmingen–Mindelheim–Bad Wörishofen

Berücksichtigt man die oben beschriebene landschaftliche Begrenzung und die geografische Begrenzung von Norden nach Süden und von Westen nach Osten, könnte man vereinfachend sagen, dass Mittelschwaben den Bereich der Landkreise Unterallgäu, Neu-Ulm und Günzburg sowie einen Teil des Landkreises Augsburg und die kreisfreie Stadt Memmingen umfasst. Der Begriff Mittelschwaben wurde im 19. Jahrhundert erfunden, um die oberschwäbischen Gebiete, die dem Königreich Württemberg zugeschlagen wurden, von denen, die an das Königreich Bayern fielen, zu unterscheiden. Viele Gemeinden werden der einen oder anderen Region zugeordnet. So ist vor allem die Abgrenzung Allgäu-Mittelschwaben umstritten. Gerade der Bereich Allgäu wird derzeit immer weiter nach Norden hinausgeschoben, was historisch gesehen als falsch einzustufen ist (z. B. Memmingen, Babenhausen, Mindelheim, Bad Wörishofen etc.). Dies geschieht meist durch die positive Assoziation mit dem Begriff Allgäu. Wenige Gemeinden gehören aufgrund der Geschichte aber auch beiden Regionen an.

### Ostschwaben
Als Ostschwaben wird in der Literatur meist der Bereich des heutigen bayerischen Bezirks Schwaben genannt. Dieser überlappt sich jedoch mit Mittelschwaben. In mancher Literatur wird auch Mittel- mit Ostschwaben gleichgesetzt.

### Allgäu
Das Allgäu ist die Region Oberschwabens, die den südlichen Teil südlich der Donau-Iller-Lech-Platte des Alpenvorlands bildet. Innerhalb der Bevölkerung herrscht zunehmend die Meinung, dass das Allgäu keine Teilregion Oberschwabens ist, was auch häufiges Thema von Diskussionen ist.

## Städte

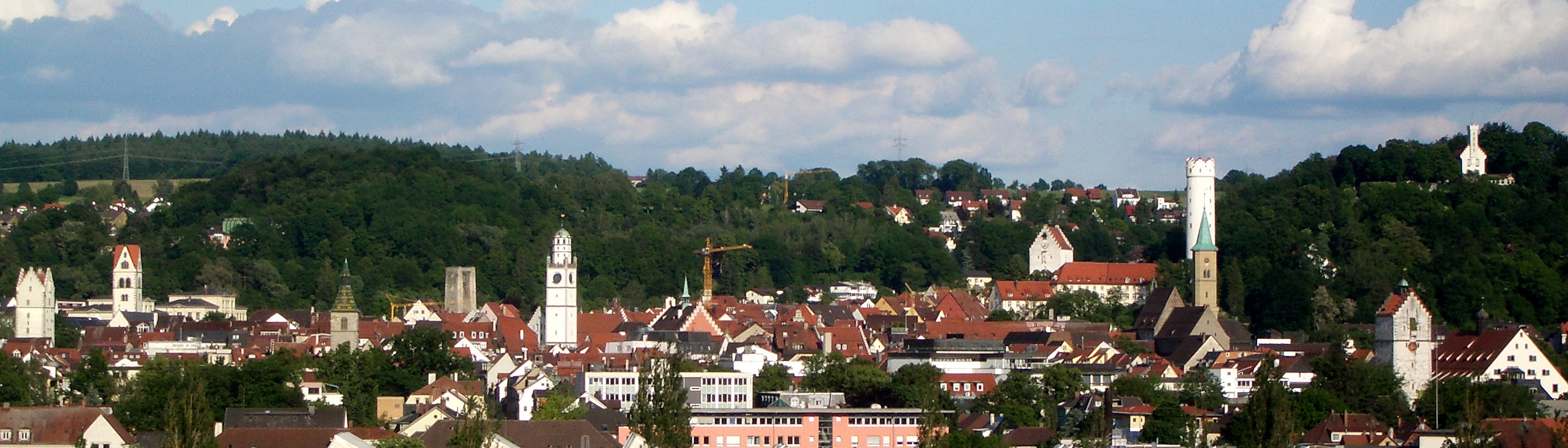
Ansicht von Ravensburg

Oberschwaben ist eine Region der ehemaligen Freien Reichsstädte und Fürstenstädte. Die meisten Stadtgründungen fanden in der Welfenzeit bis Ende des 12. Jahrhunderts statt. Ähnlich hohe Gründungszahlen wurden erst wieder zur Zeit der Industrialisierung erreicht, als viele Märkte zu Städten erhoben wurden.
Ehemalige freie Reichsstädte in Oberschwaben
Augsburg, Bad Buchau, Biberach an der Riß, Donauwörth, Buchhorn (heute zu Friedrichshafen), Konstanz, Isny, Kaufbeuren, Kempten, Leutkirch, Lindau, Pfullendorf, Memmingen, Ravensburg, Überlingen, Ulm, Wangen.
Die sonstigen Städte sind
Aulendorf, Bad Saulgau, Bad Schussenried, Bad Waldsee, Bad Wurzach, Dietenheim, Ehingen (Donau), Erbach (Donau), Illertissen, Immenstadt, Krumbach, Laupheim, Mengen, Meßkirch, Mindelheim, Munderkingen, Neu-Ulm, Ochsenhausen, Riedlingen, Scheer, Senden, Sigmaringen, Tettnang, Thannhausen, Vöhringen, Weingarten, Weißenhorn
Jüdische Gemeinden
Im Gegensatz zu Altwürttemberg, wo 1498 entsprechend dem Testament des Grafen Eberhard im Bart die Ausschließung aller Juden erfolgte, gab es im Oberland jüdische Gemeinden in Bad Buchau, Kappel und Laupheim.

## Geschichte

### Römisches Reich

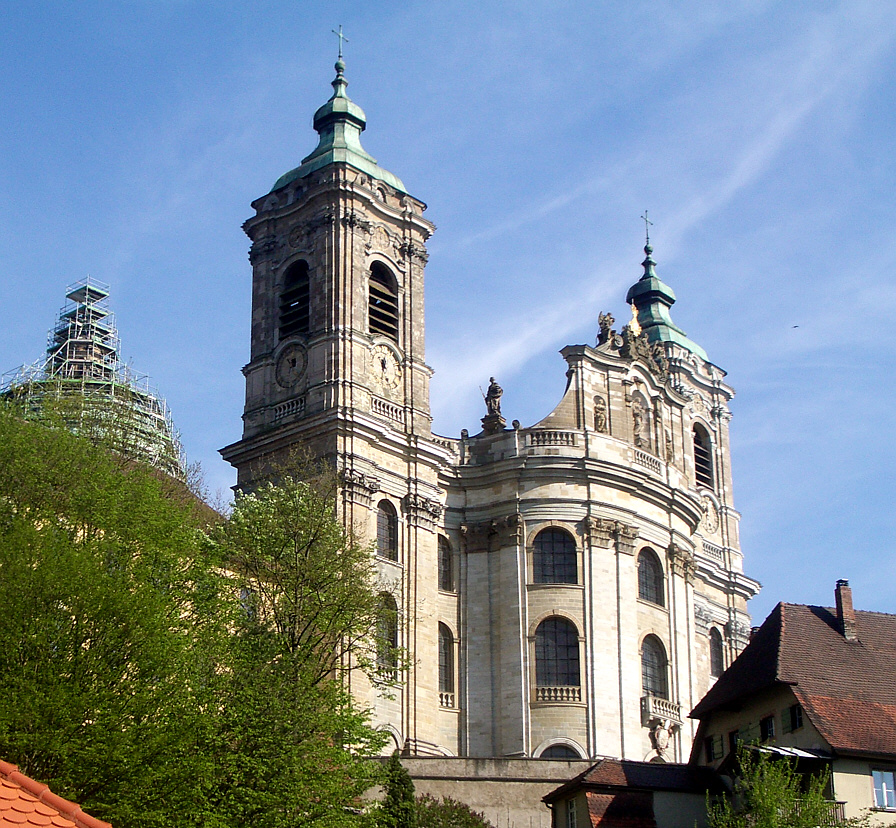
Die Basilika in Weingarten

Der römische Feldherr Drusus zog im Jahr 15 v. Chr. mit einem Heer über den Brenner und flankierend über den Reschenpass in das Gebiet nördlich der Alpen und eroberte auch Teile von Oberschwaben. Im gleichen Jahr eroberte sein Bruder Tiberius, der spätere römische Kaiser, das Gebiet weiter westlich und erreichte über das Rheintal den Bodensee, wo sich das Gebiet der Vindeliker befand. Diese wurden u. a. in einer Seeschlacht unterworfen, wobei eine der Inseln im See den Römern als Basis diente. In den Jahren 16 bis 14 v. Chr. wurden die heutigen Graubünden und Vorarlberg sowie die Gebiete Südbayerns und Oberschwabens zwischen Donau und Inn sowie der Nordteil Tirols zur Provinz Raetia zusammengefasst.
Ab dem 4. Jahrhundert wurde im Rahmen der Reichsreform durch Kaiser Diokletian die Provinz Raetia Teil der Diözese Italia und in die beiden Teilprovinzen Raetia prima (Curiensis) und Raetia secunda (Vindelica) aufgeteilt. Die unter einen Dux gestellten Teilprovinzen wurden nun von Statthaltern niederen Ranges, so genannten Praesides, verwaltet, die in Curia (Chur) und Augusta Vindelicorum (Augsburg) ihren Amtssitz hatten. Oberschwaben wurde Teil der Raetia Secunda. Mit dem Zusammenbruch der römischen Herrschaft trennten sich die Schicksale der beiden Provinzteile.

### Vom Frankenreich zur Neuzeit

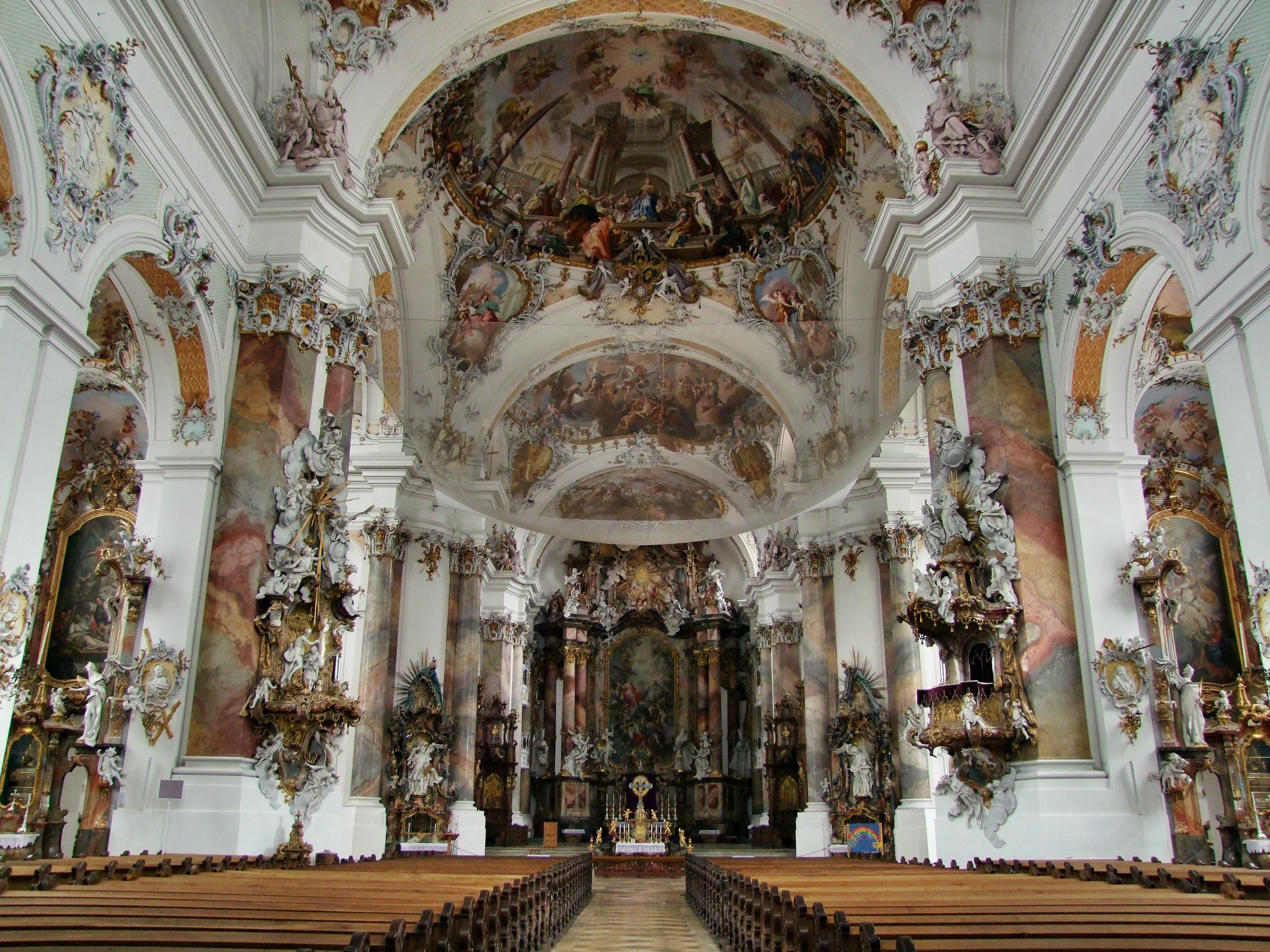
Klosterkirche in Ottobeuren

Oberschwaben und das Bodenseegebiet einschließlich des zuvor zu Churrätien gehörenden Vorarlbergs wurden Teil des Königreichs der Alamannen, zunächst als Herzogtum Alamannien, später als „regnum Sueviae“ („Königreich Schwaben“, für jüngere Königssöhne). Es bestand nur kurz, bevor es durch den fränkischen König Chlodwig I. dem Frankenreich einverleibt wurde. Im Ostfrankenreich wurde das Gebiet Teil des mächtigen Herzogtums Schwaben.
Um die Oberherrschaft über dieses Gebiet konkurrierten viele mächtige Adelsgeschlechter, zunächst die Salier,
später unter anderem die Staufer und die Welfen, deren Stammhaus sich in Oberschwaben befindet. Die welfischen Stammlande in Oberschwaben fielen später durch Erbvertrag an den Staufer Friedrich Barbarossa.
Nach dem Untergang der Staufer-Dynastie und der Auflösung des Herzogtums Schwaben zerfiel Oberschwaben in eine Vielzahl kleiner, meist reichsunmittelbarer Territorien (Ritterschaften, Reichsstädte, Grafschaften, Fürstentümer, Reichsabteien, Landvogtei Schwaben). Zu den größten Herrschaften gehörten die Habsburger (Vorderösterreich), die Grafen von Montfort sowie die Reichsklöster Weingarten und Salem.

#### Oberschwaben als zentraler Schauplatz des Deutschen Bauernkriegs 1524/25

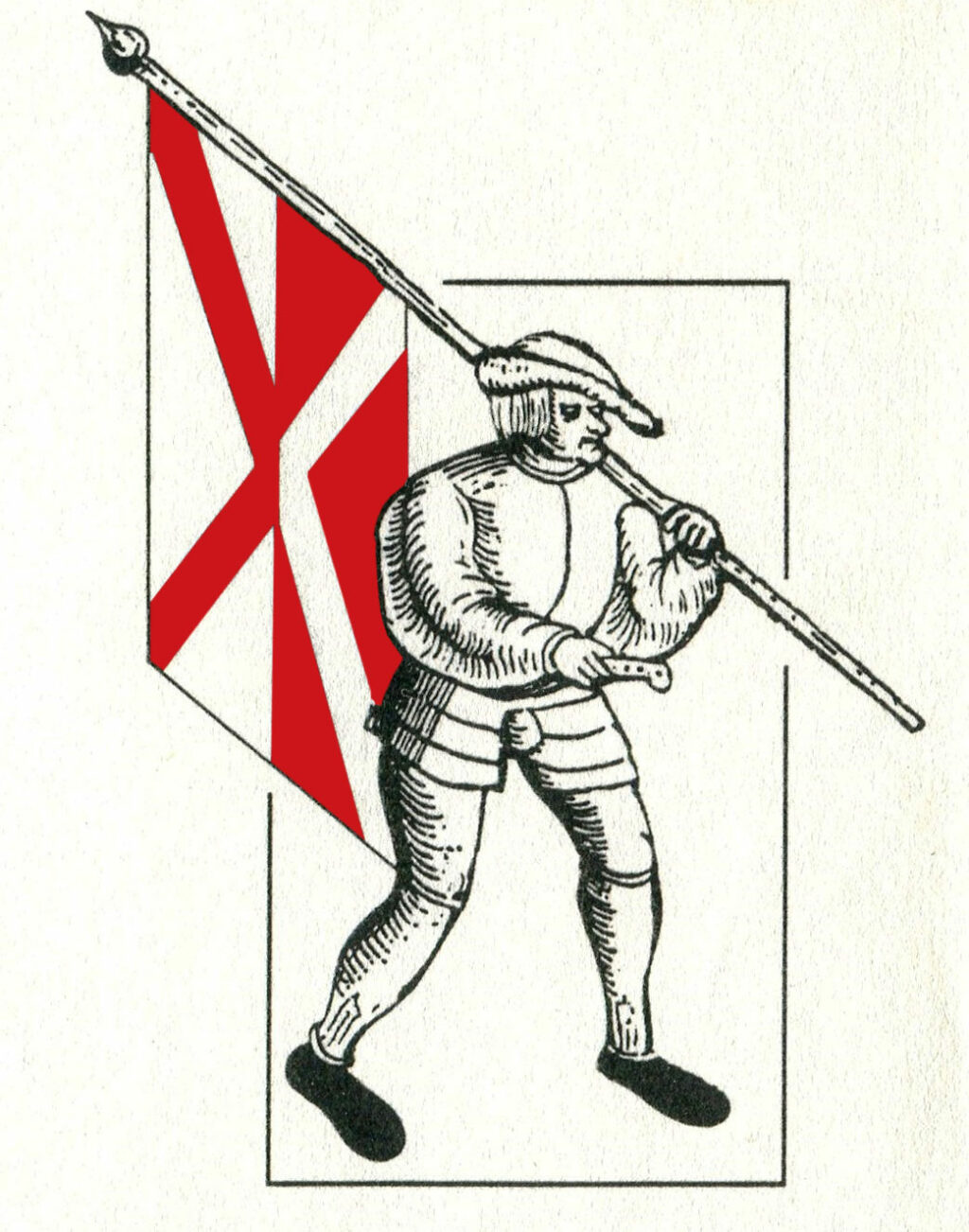
Gemeinsame Fahne der oberschwäbischen Bauern, wie sie in der Landesordnung der Christlichen Vereinigung festgelegt wurde

Die Geschichte Oberschwabens wird vom Mittelalter bis in die Neuzeit neben dem Adel und den Klöstern maßgeblich von den bürgerlichen und bäuerlichen Untertanen in Stadt und Dorf mitgestaltet, die vielfach höchst selbstbewusst und streitbar sich gegen feudale Bedrückung zur Wehr setzten, Freiheitsrechte und kommunale Autonomie einforderten. Die Erhebung des gemeinen Mannes in Stadt und Land im Deutschen Bauernkrieg 1524/25 hatte in Oberschwaben ihr wichtigstes Kraftzentrum. Zu Beginn des Jahres 1525 gründeten sich in der Region Oberschwaben mit dem Baltringer Haufen, dem Seehaufen und dem Allgäuer Haufen drei Bauernhaufen, die sich auf der ersten Tagung des Memminger Bauernparlaments am 7. März zur Christlichen Vereinigung (auch Oberschwäbische Eidgenossenschaft genannt) in einem Bündnis zusammenschlossen. Auf der zweiten Sitzung Mitte des Monats verfassten sie die Zwölf Artikel von Memmingen, die nach der Magna Carta von 1215 als eine der ersten niedergeschriebenen Forderungen nach Menschen- und Freiheitsrechten in Europa gelten. Mit der ebenfalls verabschiedeten Bundesordnung, ein früher republikanisch orientierter Verfassungsentwurf, wurde das Bauernparlament zur ersten Verfassunggebenden Versammlung auf deutschem Boden.

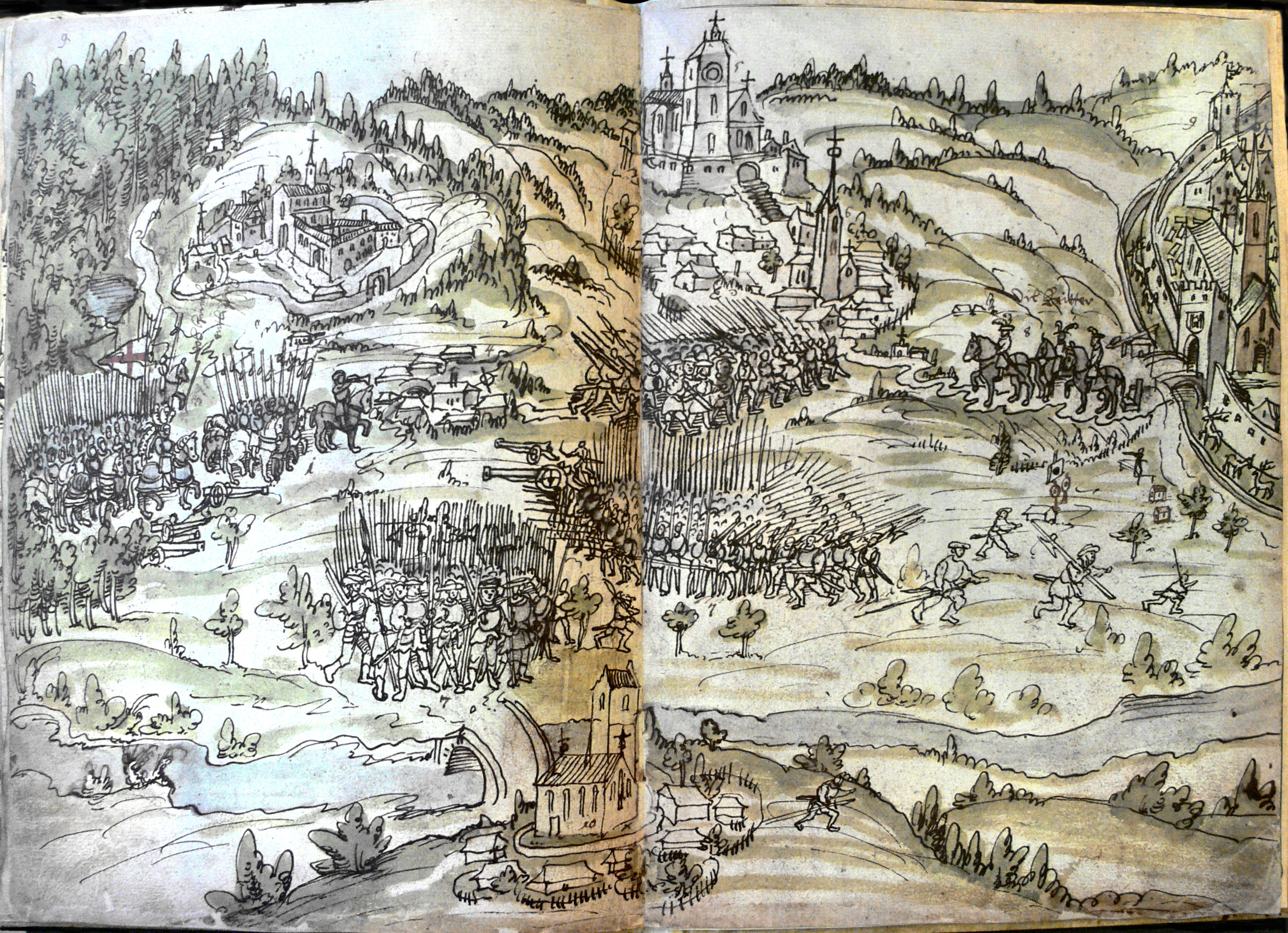
Aufstellung vor Weingarten. Ganz links das Heer des Schwäbischen Bundes mit rot-weißem Georgskreuz als Fahne, in der Bildmitte die Haufen des Bauernheeres mit zwei Kanonen. Mittig oben das Kloster Weingarten. Rechts zu Pferde die Vermittlerdelegation aus Ravensburg kommend.

Ende März begann der Schwäbische Bund mit der Niederschlagung der Revolte. Am 4. April 1525 kam es zur ersten großen Schlacht bei Leipheim, in der der auf gewaltlosen Widerstand setzende Baltringer Haufen auf brutale Weise niedergeschlagen wurde, wobei zwischen 1000 und 4000 Personen ihr Leben verloren. Entgegen der Beistandspflicht der Christlichen Vereinigung kamen Seehaufen und Allgäuer nicht zur Hilfe. Die Stadt Leipheim musste ein Strafgeld zahlen; die Hauptmänner des Haufens wurden hingerichtet.
An Ostern 1525 standen das vom Bermatinger Hauptmann Eitelhans Ziegelmüller geführte Bauernheer des Seehaufens den bündischen Truppen unter Georg III. Truchsess von Waldburg bei Weingarten gegenüber. Das 8000 Mann starke Heer des Schwäbischen Bundes war den rund 20.000 gut gerüsteten Bauern des Seehaufens an Truppenstärke deutlich unterlegen und lag zudem in ungünstiger Stellung. Daraufhin versuchte der Heerführer des Schwäbischen Bundes eine militärische Eskalation zu vermeiden. Die zumeist aus dem Kleinadel und Patriziat stammenden Anführer der Bauern waren aufgrund des drohenden Verlusts ihrer sozialen Stellung ebenfalls an einer Deeskalation interessiert und schlossen nach mehrtägigen Verhandlungen am 17. April den Weingartener Vertrag, mit dem den Bauern zwar Straffreiheit zugesichert, ansonsten aber die alte Ordnung wiederhergestellt wurde. Nach dem Vertrag von Weingarten gewann das feudale Lager in der Folge auch andernorts die Oberhand, mit Auswirkungen auf den weiteren Verlauf des Bauernkrieges, der anschließend in Württemberg und Franken blutig niedergeschlagen wurde.
In der gesamten Frühen Neuzeit nahmen die bäuerlichen Untertanen über ihre Gemeinden und Landschaften mit überwiegend rechtlich, bei Bedarf aber auch gewaltsam ausgetragenem Widerstand aktiven Anteil an der Verfassungsentwicklung im territorial klein parzellierten Oberschwaben.

### 17. bis 20. Jahrhundert
Durch die Säkularisation wurden 1803 fast alle Klöster aufgelöst, die Mediatisierung bedeutete das Ende der Freien Reichsstädte. Nach dem Ende des Alten Reichs 1806 (siehe auch Reichsdeputationshauptschluss von 1803) kam – endgültig durch den Wiener Kongress 1815 – der größte Teil dieser vorwiegend katholischen Landschaft an das protestantische Königreich Württemberg. Oberschwaben ist unter mehreren Aspekten eine konservative, aber lebensfrohe Region, in der die Mentalität mit der etwa in Oberbayern bisweilen verglichen wird. Wie dieses hat Oberschwaben aber auch seine rebellische Seite, die sich auch in der Verehrung des Schwarzen Veri, eines um 1800 berüchtigten Räubers, zeigt.
In der Revolution von 1848/49 brachte eine bäuerliche Erhebung die verbliebenen Feudalstrukturen zum Einsturz, eine bürgerliche Demokratiebewegung erhob auch in Oberschwaben liberale und nationale Freiheitsforderungen. Die hohenzollerische Demokratiebewegung mündete in die Revolution in Sigmaringen. Die Revolution von 1918/19 brachte auch im Oberland den Übergang vom monarchischen Obrigkeitsstaat zur demokratischen Republik, während die anderenorts zu vernehmenden sozialistischen Forderungen dort angesichts einer noch wenig entwickelten Industrialisierung und einer schwachen Arbeiterbewegung kaum eine Rolle spielten. Negativ betroffen war auch Oberschwaben vom Verlust der Freiheit unter der nationalsozialistischen Gewalt- und Unrechtsherrschaft von 1933 bis 1945, als auch in der Provinz politische Gegner verfolgt und unter rassenideologischen Prämissen Menschen ausgegrenzt und grausam ermordet werden.

## Religion

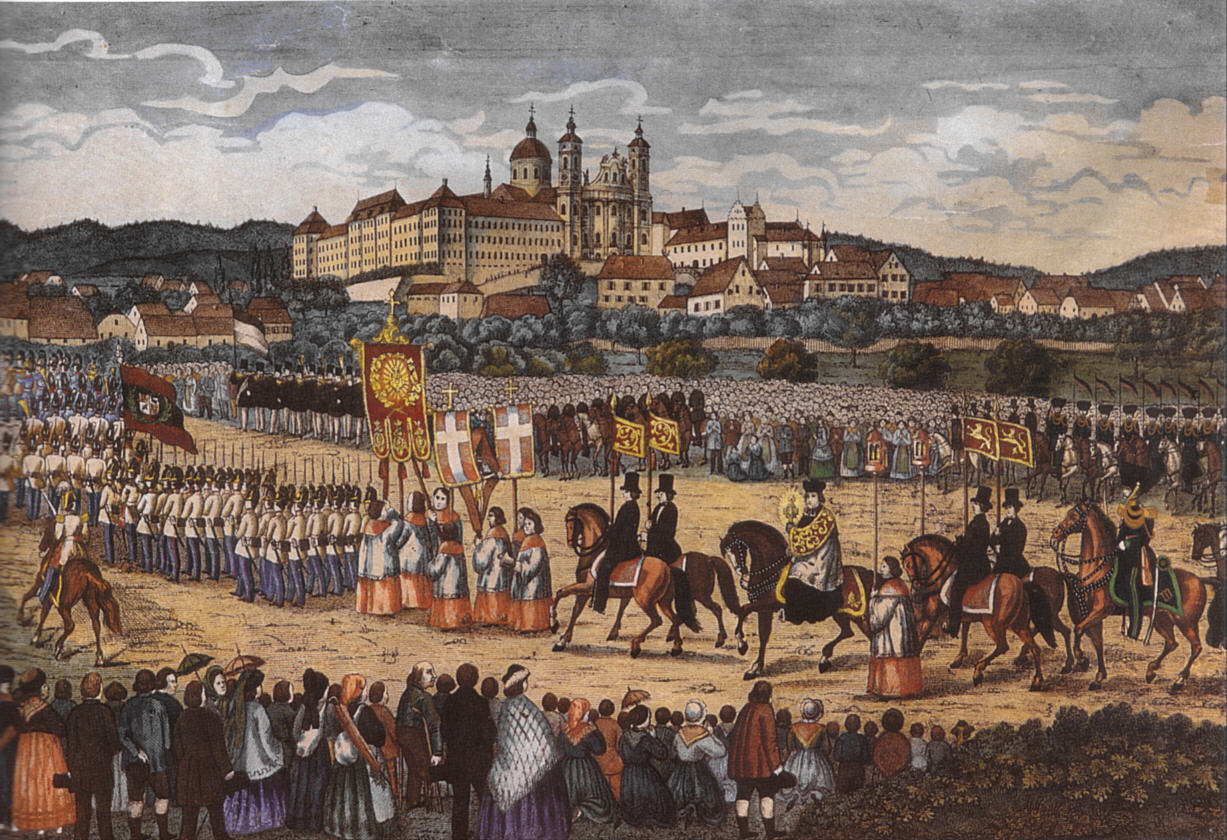
Blutritt in Weingarten vor der Kulisse der barocken Basilika St. Martin und Oswald

Oberschwaben kann als eine Hochburg des Katholizismus in Süddeutschland betrachtet werden. Seit jeher wurde Oberschwaben durch das klösterliche Leben sowie eine tiefe Frömmigkeit des meist bäuerlich-ländlichen Volkes geprägt.
Das Gebiet des heutigen Oberschwabens gehörte seit dem sechsten Jahrhundert zu den Bistümern Konstanz und Augsburg. Beide Bischofsstädte waren bereits zur Römerzeit von Bedeutung. Seit Auflösung des Bistums Konstanz 1820 unterstehen die nunmehr badischen und hohenzollerischen Gebiete Oberschwabens dem Erzbistum Freiburg, das fortan württembergische Kernland dem Bistum Rottenburg, wohingegen der bayerische Anteil Schwabens weiterhin zum Bistum Augsburg gehört.
Seit der Reformation, die lediglich in einigen wenigen ehemaligen Reichsstädten Fuß fassen konnte, gibt es auch Protestanten in Oberschwaben. Allen voran sind hierbei die ehemaligen Reichsstädte Memmingen und Ulm, die sich vollends der Reformation anschlossen, sowie die paritätischen Reichsstädte wie Biberach an der Riß, Ravensburg oder Lindau (Bodensee) zu erwähnen, in denen seit der frühen Neuzeit Katholiken und Protestanten zusammen lebten und arbeiteten.
Mit der beginnenden Industrialisierung im 19. Jahrhundert verschoben sich die Konfessionsgrenzen allmählich dahingehend, dass in die bis dato katholischen Gebiete evangelische Arbeiter zuwanderten und vormals protestantische Städte wie Memmingen und Ulm nach Jahrhunderten wieder eine katholische Bevölkerung erhielten. Bis heute stellen die Katholiken in weiten Teilen des Oberlandes die Bevölkerungsmehrheit. So ist der katholische Glauben ebenso bis heute fester Bestandteil des kulturellen Lebens in Form von Fest- und Feiertagen sowie Wallfahrten. Hervorzuheben sind die Wallfahrt auf den Bussen sowie die alljährlich stattfindenden Blutritte in Weingarten und Bad Wurzach. Ersterer findet am Freitag nach Christi Himmelfahrt statt und gilt weithin als Hochfest Oberschwabens. Es ist die größte Reiterprozession Europas.
In der Mevlana-Moschee in Ravensburg versammeln sich seit 2008 Muslime aus Oberschwaben. Gleiches gilt für die große Mevlana-Moschee in Ehingen mit einem 21 Meter hohen Minarett und einer Kuppel mit einem Durchmesser von 9 Metern. Sie wurde 2003 vollendet. Beide Betsäle bieten Platz für jeweils etwa 600 bis 700 Gläubige.

## Tourismus

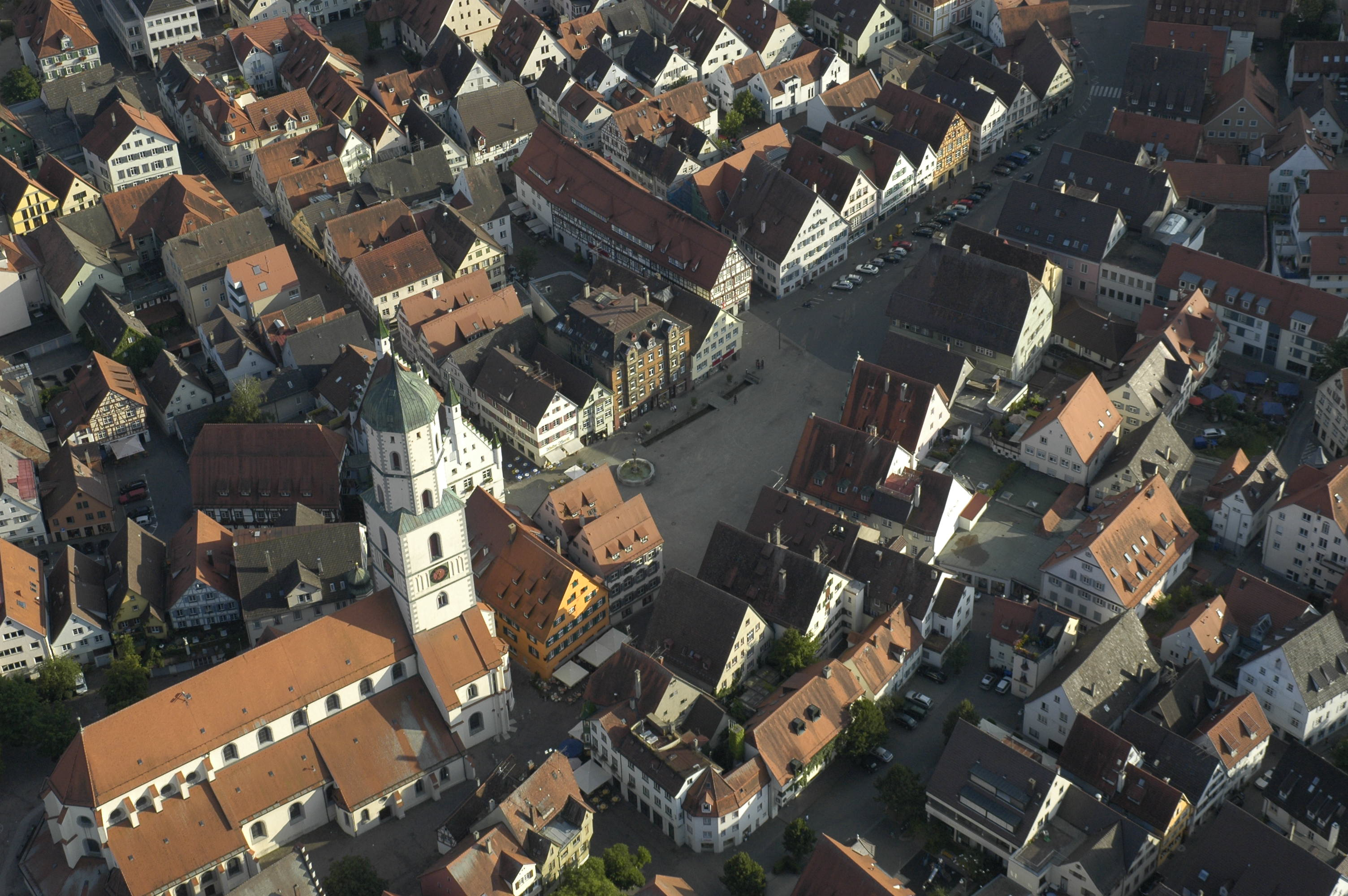
Biberach, Marktplatz mit simultaner Stadtkirche St. Martin

Auch der sanfte Tourismus und dessen spirituelle Seite kamen im 21. Jahrhundert mehr und mehr in den Blick. Bestes Beispiel sind die Pilgerwege durch Oberschwaben.

### Tourismus- und Themenstraßen
Neben den historischen Altstädten von Ravensburg, Biberach, Ulm und Memmingen sind die Touristikstraßen durch Oberschwaben für den Tourismus wichtig. Hiervon führen durch Oberschwaben:
- Die Oberschwäbische Barockstraße führt über mehrere Routen bis zum Bodensee und zurück. In der Zeit der Gegenreformation (17. Jahrhundert) wurden in Oberschwaben viele prächtige Barockkirchen gebaut.
- Die Schwäbische Bäderstraße verbindet die Kurorte mit Thermalbädern.
- Der östliche Teil der Deutschen Fachwerkstraße führt von Bad Urach bis zum Bodensee, in die Orte Blaubeuren, Riedlingen, Biberach an der Riß, Pfullendorf und Meersburg.
- Die Mühlenstraße Oberschwaben ist die jüngste, 2005 installierte touristische Route und führt zu über hundert Mühlen der Region.

### Sanfter Tourismus
Auch im Sinne eines Sanften Tourismus hat Oberschwaben besondere Angebote aufzuweisen. In Oberschwaben existieren beliebte Radwanderwege, Wanderwege und Pilgerwege:
- Der Iller-Radweg als touristisches Angebot für Radfahrer verlässt den Flusslauf kaum einmal und berührt gleichzeitig doch wichtige Orte Oberschwabens.
- Der Donau-Bodensee-Radweg führt den Radwanderer mehr in den westlichen Teil von Oberschwaben.
- Der Oberschwäbische Jakobsweg und der Oberschwäbische Pilgerweg sind das Angebot für Wanderer und Pilger, auf sorgfältig ausgeschilderten Wegen ein umfassendes Bild von Oberschwaben zu bekommen.
- Der Schwäbische Albverein hat mit seinem Main-Donau-Bodensee-Weg, dem sogenannten HW 4, und dem Schwarzwald-Schwäbische-Alb-Allgäu-Weg, als HW 5 markiert, die oberschwäbischen Landschaften für Wanderer ebenfalls bestens erschlossen, kartiert und mit Schildern versehen.

Siehe auch: Kategorie:Wanderweg in Oberschwaben
Aussichtspunkte
| Name           | Höhe   | Beschreibung |
| -------------- | ------ | --- |
| Bussen         | 0767 m | Der Heilige Berg Oberschwabens ist als Aussichtsberg und Wallfahrtsort vielbesucht. |
| Gehrenberg     | 0754 m | Der bei Markdorf gelegene Berg bietet von einem 30 m hohen Aussichtsturm bei schönem Wetter eine herrliche Aussicht auf den Bodensee und die Alpen.                                              |
| Höchsten       | 0838 m | Er ist ein beliebter Aussichtspunkt etwa 17 km nördlich des Bodensees im westlichen Oberschwaben.                                                                                                |
| Grabener Höhe  | 0754 m | Sie befindet sich zwischen Bad Waldsee und Bad Wurzach. Von hier eröffnet sich eine reizende Aussicht auf die Alpen und das Wurzacher Ried, welches das größte Hochmoor Mitteleuropas darstellt. |
| Waldburg       | 0772 m | Sie befindet sich auf einem kegelförmigen Hügel östlich von Ravensburg. |
| Schwarzer Grat | 1118 m | Höchster Berg im württembergischen Teil des Allgäus und Oberschwabens. |

## Eisenbahnen

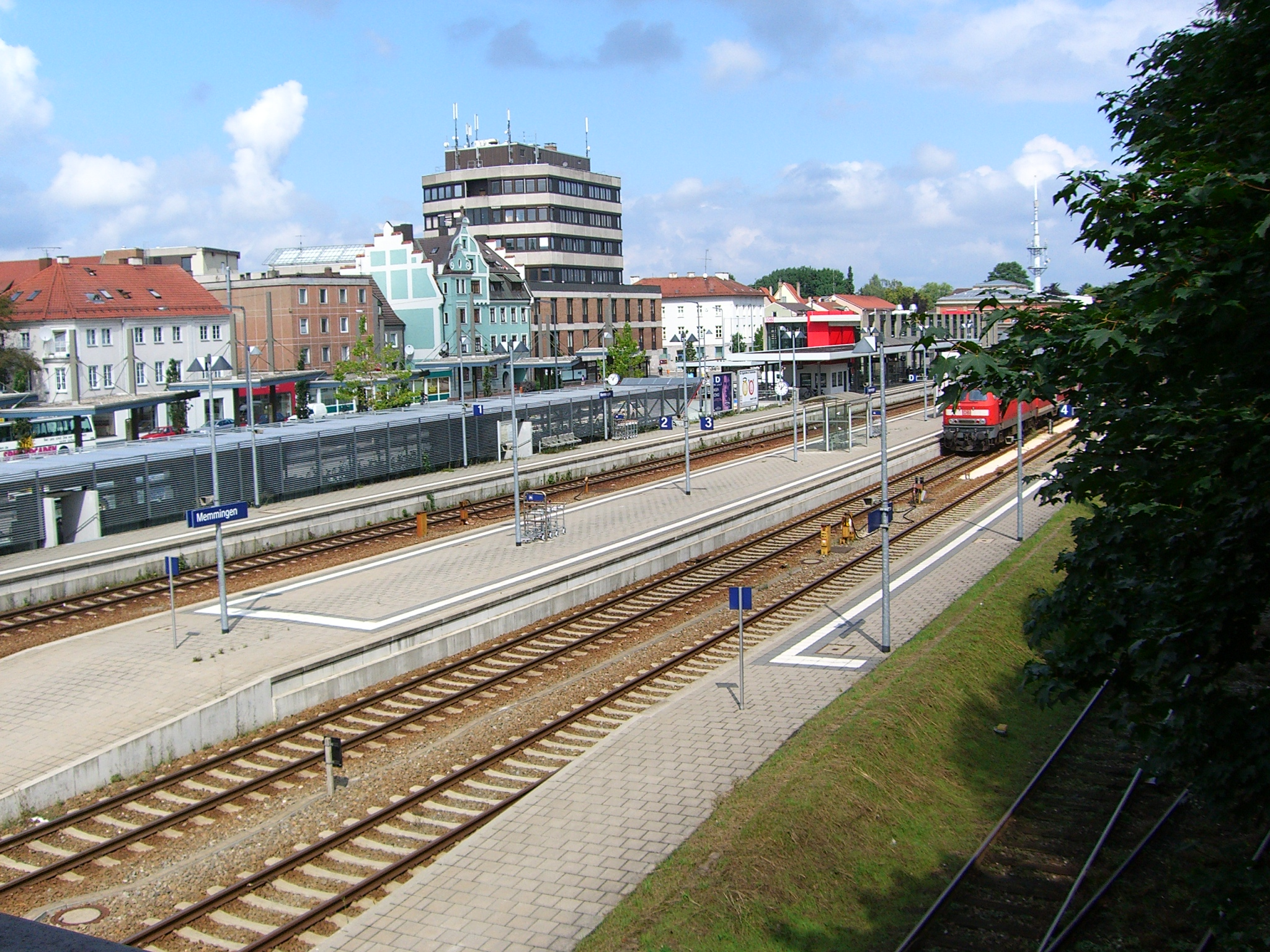
Der Bahnhof Memmingen, Beginn der ehemaligen Bahnstrecke Memmingen–Legau

Oberschwaben wird durch verschiedene Eisenbahnstrecken erschlossen. Besondere Bedeutung kommt dabei der Württembergischen Südbahn von Ulm nach Friedrichshafen zu. In Warthausen beginnt das schmalspurige Öchsle, heute eine Museumsbahn. Weitere wichtige Strecken sind die Bahnstrecke Herbertingen–Isny, die Bahnstrecke Stahringen–Friedrichshafen, die Bahnstrecke Friedrichshafen–Lindau sowie die Bahnstrecke Ulm–Sigmaringen. Die Bahnstrecke Kempten (Allgäu)–Neu-Ulm erschließt das Gebiet zwischen Ulm und Memmingen.

## Wirtschaft
Da Oberschwaben vergleichsweise schwach besiedelt ist, wirkt es in weiten Teilen nach wie vor eher landwirtschaftlich geprägt. Der Anteil der in der Landwirtschaft Beschäftigten an den Erwerbstätigen liegt jedoch in der Region Bodensee-Oberschwaben, die die Landkreise Sigmaringen, Ravensburg und den Bodenseekreis umfasst, nur bei 3,5 %, während etwa 33,4 % im produzierenden Gewerbe und etwa 63 % im Dienstleistungssektor tätig sind. Insgesamt gab es 2010 in der Region 321.800 Erwerbstätige.
Um die Städte Friedrichshafen, Ravensburg, Biberach und Memmingen haben sich industrielle Zentren gebildet. Dort, aber auch in kleineren Orten, befinden sich weltweit agierende Unternehmen wie ZF Friedrichshafen, MTU Friedrichshafen, Liebherr, Boehringer Ingelheim, Hymer, Ravensburger, Vetter Pharma, Waldner, Handtmann, Weishaupt, Berger Holding oder Magnet-Schultz.
Insbesondere im Bodenseeraum ist der Tourismus ein wichtiger Wirtschaftszweig.
Oberschwaben ist 2010 ein insgesamt florierender Wirtschaftsraum. Was aus der Perspektive des bürokratischen Staates und einer industriekapitalistischen Wirtschaft im 19. Jahrhundert als provinziell erschien, erweist sich heute als glückhafte Rückständigkeit.

## Veröffentlichungen

### Filme
- Schatzkammer Bayern, Burgen und Schlösser in Oberschwaben, eine Filmdokumentation von Bernhard Graf, Deutschland 2006[9]
- Tschappel von Marius Beck und Marc Philip Ginolas, eine Comedy-Serie über das Aufwachsen auf dem oberschwäbischen Land, Deutschland 2025.[10]